# Modelia
Modelia es un barrio de clase media en Bogotá, perteneciente a la localidad de Fontibon, en la parte occidental de la capital. Construido por la empresa inmobiliaria Fernando Mazuera y Compañía Limitada en 1963, inició con un núcleo central de índole comercial que abarca unas 3 manzanas y un grupo de casas de dos plantas. El barrio se caracterizó inicialmente por la abundancia de parques y zonas verdes. En la actualidad comprende no solo la zona original de casas sino que ha integrado urbanizaciones con torres de apartamentos de mediana altura. El barrio corresponde al estrato 4 de acuerdo a la estratificación socioeconómica en Colombia.
El barrio se encuentra localizado en una zona de paso de aviones desde y hacia el Aeropuerto El Dorado motivo por el cual hay mucha contaminación acústica. Adicionalmente, la Avenida de La Esperanza cruza el barrio, lo cual conlleva una gran cantidad de tráfico y de conversiones de viviendas a locales comerciales alrededor del paso de la avenida. En este barrio también abundan las zonas de parques y de espacios entre casas llenas de árboles y mucha vegetación en casi todas sus partes.

## Evolución del Comercio
Modelia cuenta con un tradicional centro comercial que se diseñó para negocios de bajo impacto y que atendieran las necesidades básicas de las familias que habitan el barrio, la misma no ocupaba más de tres cuadras, sin embargo estos negocios han cambiado paulatinamente a negocios de comidas rápidas, restaurantes, bares y discotecas, además de lo anterior la zona se ha venido ampliando ocupando predios que no estaban adecuados para comercio y que se han transformado para acoger a nuevos negocios. Lo anterior se suma a la importancia que tomó la Avenida la Esperanza, ya que ha generado que tradicionales casas que se encuentran a los costadas de esta arteria vial modificaran sus fachadas para habilitar locales comerciales, en otros casos se llega a la demolición de las antiguas viviendas y son remplazadas por nuevas edificaciones para negocios de diferentes tipos. En el mismo sentido la antes Carrera 80 (ahora Carrera 82) tiene un auge comercial que sigue en ascenso, ya que este se han venido abriendo nuevos locales cada año, llegando a contar con algunos restaurantes, panaderías y diversos tipos de establecimientos. En el comercio de grandes superficies también se ha venido transformando ya que los tradicionales CAFAM y CARULLA fueron sustituidos por la marca Éxito, a lo cual se adiciona la entrada de Colsubsidio con una tienda y la construcción de un nuevo mercado llamado MERCAFAM.

## Entidades Bancarias
La zona cuenta con una amplia oferta de bancos como: Davivienda, Colpatria, Bancolombia, Banco de Bogotá, Banco Caja Social BCSC, ubicados en la Carrera 75 entre las Calles 23 y 25 y BBVA (Av. Esperanza con Carrera 74A) 

## Sector Educativo
- Colegio Liceo Navarra
- Colegio Gimnasio Integral Moderno
- Colegio Instituto Nazareno Modelia
- Colegio Gimnasio Nuevo Modelia
- Colegio Liceo Cristiano La Vid
- Colegio Gimnasio Nuevo Reino
- Colegio Liceo Americano Mi Gran Casa Azul
- Colegio Bilingüe Nueva Alejandría
- Colegio Gimnasio Modelia Real
- Colegio Gimnasio Fidel Cano, Colegio San Gabriel
- Colegio Nuevo Montessoriano

## Religión
El barrio cuenta con la Iglesia Católica Madre de Las Misiones, en esta se celebran los tradicionales ritos religiosos como; misas, bautizos, primeras comuniones, confirmaciones y matrimonios, esta se ubica a un costado del antiguo centro comercial frente a una amplia zona verde, no obstante, en el barrio se practican diferentes cultos religiosos por lo que se cuenta con sedes de algunas iglesias protestantes. La Parroquia Los Discípulos de Emaús en Nueva Modelia, hace parte de la Diócesis de Fontibón.

## Límites Geográficos
Modelia limita, al oriente con la Avenida Boyacá, al norte con la Avenida ElDorado, al occidente con la Avenida Ciudad de Cali y al sur con la antigua vía del ferrocarril.

## Rutas de Transporte
Al estar atravesada por la Avenida La Esperanza y estar delimitada por las Avenidas Boyacá y Cali, la oferta de transporte es amplia lo que le permite a un residente del barrio tomar una ruta que lo lleve directamente al centro, el norte o el sur de la ciudad. En 2012 se puso en funcionamiento la Fase III de Transmilenio, la cual dejó a las nuevas Estaciones de Normandia y Modelia sobre la Avenida 26 luego de cruzar la Avenida Boyacá al occidente. Además, se empezó la implementación del Sistema Integrado de Transporte de Bogotá (SITP), que cuenta con rutas urbanas como: C4, C135, 265, 291 y 505 (buses azules) y una ruta complementaria: línea 17-3 (bus naranja).